# Bull Valley (Illinois)
Bull Valley est un village du comté de McHenry dans l'Illinois, aux États-Unis,. Situé au centre du comté, il est incorporé le 10 avril 1978.

## Démographie
Lors du recensement de 2010, le village comptait une population de 1 077 habitants. Elle est estimée, en 2016, à 1 097 habitants.

### Source de la traduction
- (en) Cet article est partiellement ou en totalité issu de l’article de Wikipédia en anglais intitulé « Bull Valley, Illinois » (voir la liste des auteurs).